# Csákvári Krisztián
Csákvári Krisztián (Budapest, 1996. november 12. –) magyar színész.

## Életpályája
1996-ban született. 2015-ben érettségizett a Szent István Gimnáziumban. 2017-ben a Földessy Margit Stúdió növendéke volt. 2017-2022 között a Színház- és Filmművészeti Egyetem színművész szakán tanult Máté Gábor és Székely Kriszta osztályában. Diplomáját a salzburgi Mozarteumtól vette át. 2022-től a szolnoki Szigligeti Színház tagja.

## Fontosabb színházi szerepei

### Szigligeti Színház
- Sirály (2022) - Kosztantyin Gavrilovics Trepljov Arkagyina fia
- Liliomfi (2022) - Liliomfi
- Egy lócsiszár virágvasárnapja (2023) - Nagelschmidt
- A fösvény (2023) - Vallér
- Lila ákác (2023) - Csacsinszky Pali
- Figaro házassága - avagy egy őrült nap (2024) - Chérubin, a gróf első apródja
- Vízkereszt vagy bánom is én (2024) - Orsino herceg

### Egyéb
- Egyedül nem megy (6Szín, 2022)
- A Pál utcai fiúk (Weöres Sándor Színház, 2018) - Nemecsek/Csele
- Mária Luisa (Orlai Produkció, 2025) - Olmedo

## Filmes és televíziós szerepei
- X - A rendszerből törölve (2018) ...Balog Sanyi
- Vaják (2019)
- Vadászok (2020)
- Békeidő (2020)
- A Nagy Fehér Főnök (2022–2023) ...Botond
- Hunyadi (2025) ...I. Ulászló magyar király

## Díjai
- Soós Imre-díj (2024)[4]